# Sándor ulsteri gróf
Alexander Windsor , Ulster grófja brit katonatiszt, a Windsor-ház tagja. Apja utáni helyet foglalja el az Egyesült Királyság trónöröklési rendjében. Az Ulster grófja cím udvariassági cím, apja második legmagasabb címe. Ő, mint a hercegi cím örököse viseli ezt, de apjával ellentétben nem birtokolja.

## Élete
1974. október 24-én született Londonban, Richárd gloucesteri herceg és Brigitta gloucesteri hercegné első fia, örököse. Tanulmányait Etonban, a londoni King's College-ban és a Sandhursti Királyi Katonai Akadémián végezte.
1995-ben kinevezték a Királyi Huszárezredbe (King's Royal Hussars), ahol 2000-ben századosi rangot kapott. 2002-ben Koszovóban harctéri szolgálatot teljesített.

## Családja
2002. június 22-én vette el Dr. Claire Booth-ot a londoni St. James’s-palota kápolnájában. A párnak azóta két gyermeke született:
- Xan Windsor, Culloden bárója (2007. március 12. - ) (A Cullodan bárója címet a hercegi cím örökösének az örököse viseli, a cím tulajdonosa a herceg. A Cullodan bárója ugyanolyan udvariassági cím, mint az Ulster grófja.)
- Lady Cosima Windsor (2010. május 20. - )

## Henrik, Gloucester 1. hercege leszármazottai
A hercegi cím örököse az „Ulster górfja“ címet, az örökös örököse a „Lord Culloden“ címet viseli. A herceg címet nem viselő fiát Lord, a lányát Lady cím illeti, ahogy ezt feltüntettük. A nem hercegi apától való leszármazottak nem viselnek Lord vagy Lady címet.
- V. György brit király (1865. június 3. – 1936. január 20.) Felesége: Teck Mária
  - VIII. Eduárd brit király
  - VI. György brit király
  - Mária brit királyi hercegnő
  - Henrik Gloucester 1. hercege (1900. március 31. - 1974. június 10.) Felesége: Alice Christabel Montagu Douglas Scott
    - Vilmos királyi herceg (1941. december 18. – 1972. augusztus 28.)[4]
    - Richárd Gloucester 2. hercege (1944, augusztus 26. – ) Felesége: Birgitte van Deurs (1946–)
      - Alexander Windsor, Ulster grófja (1974. október 24. Felesége: Claire Booth (1977–)
        - Xan Windsor, Lord Culloden (2007. március 12.–)
        - Lady Cosima Windsor (2010–)

      - Lady Davina Windsor (1977–) Férje: Gary Lewis
        - Senna Lewis (2010–)
        - Tāne Lewis (2012–)

      - Lady Rose Windsor (1980–) Férje: George Gilman
        - Lyla Gilman (2010–)
        - Rufus Gilman (2012–)

  - György kenti herceg
    - innen lásd Kent hercege

  - János brit királyi herceg

## Egyéb
A családi nevét apjától örökölte, aki V. György király egyenes ági leszármazottja. Apja halála után neve Sándor gloucesteri herceg (Alexander, Duke of Gloucester) lesz.